# رضا محمدی
رضا محمدی (زاده ۲۲ بهمن ۱۳۶۴ در کرج) دروازه‌بان سابق اهل فوتبال ایران است. او در نقل و انتقالات نیم‌فصل ۱۳۹۱–۱۳۹۲ از تیم سپاهان اصفهان جدا شد و به پرسپولیس پیوست. وی در تیر ماه ۱۳۹۳ به تیم نفت مسجد سلیمان پیوست

## افتخارات
- لیگ برتر
- قهرمانی در لیگ برتر فوتبال ایران ۹۱-۱۳۹۰ به همراه تیم سپاهان اصفهان